# Pietro Vierchowod
Pietro Vierchowod (n. 6 aprilie 1959, Calcinate) este un fotbalist italian retras din activitate, care a jucat mult timp ca fundaș la Sampdoria și în echipa națională a Italiei. A fost de asemenea membru al naționalei italiene care a câștigat Cupa Mondială din 1982 și al reprezentativei care a terminat pe locul 3 Campionatul Mondial de Fotbal 1990.

## Palmares

### Club
- Serie A: 2
  - 1982-1983 cu AS Roma
  - 1990-1991 cu Sampdoria Genova
- Cupa Italiei: 4
  - 1984-1985, 1987-1988, 1988-1989, 1993-1994 cu Sampdoria Genova
- Supercupa Italiei: 2
  - 1991 cu Sampdoria Genova
  - 1995 cu Juventus Torino

### Cupe internaționale
- Liga Campionilor UEFA: 1
  - 1995-1996 cu Juventus Torino
- Cupa Cupelor: 1
  - 1989-1990 cu Sampdoria Genova

### Echipa națională
- Campionatul Mondial de Fotbal: 1
  - Campionatul Mondial de Fotbal 1982

1. ↑  Olympedia